# ألبرت أمونز
ألبرت أمونز (بالإنجليزية: Albert Ammons)‏ هو عازف بيانو وملحن أمريكي، ولد في 23 سبتمبر 1907 في شيكاغو في الولايات المتحدة، وتوفي بنفس المكان في 2 ديسمبر 1949.

## وصلات خارجية
- ألبرت أمونز على موقع IMDb (الإنجليزية)
- ألبرت أمونز على موقع الموسوعة البريطانية (الإنجليزية)
- ألبرت أمونز على موقع ميوزك برينز (الإنجليزية)
- ألبرت أمونز على موقع أول ميوزيك (الإنجليزية)
- ألبرت أمونز على موقع ديسكوغز (الإنجليزية)